# Poinsot-Mord
Der Poinsot-Mord war ein Raubmord in einem Eisenbahnabteil, der sich am 6. Dezember 1860 ereignete. In der Folge kam es zu einer europaweiten Diskussion, wie die Sicherheit in den damals üblichen Abteilwagen ohne Seitengang erhöht werden könnte.
Der Fall war aufsehenerregend. In der Folge wurde er oft aufgegriffen und in zahlreichen Varianten neu erzählt, wobei sich viele Unstimmigkeiten einschlichen, auch hinsichtlich der Begehungsweise und des Tathergangs.

## Tat
Das Opfer des Mordes war der Präsident der vierten Kammer des Kaiserlichen Gerichtshofs, Victor Poinsot (ca. 1805–1860). Er besaß ein Gut in der Champagne und befand sich auf der Rückreise von dort. Zweck seines Besuchs war gewesen, Pachten entgegenzunehmen.
Victor Poinsot bestieg den Zug, der von Mulhouse nach Paris unterwegs war, gegen 22:30 Uhr in Troyes. Es handelte sich um einen Schnellzug, der nicht an allen Bahnhöfen hielt, aber mit der betrieblichen Besonderheit unterwegs war, in einer Reihe von Bahnhöfen mit verminderter Geschwindigkeit durchzufahren, um Postsäcke zwischen Zug und Personal auf dem Bahnsteig auszutauschen. Victor Poinsot reiste in der 1. Klasse. Der Wagen bestand, damaligen Gepflogenheiten in Europa entsprechend, aus einer Reihe von Einzelabteilen, die untereinander nicht verbunden waren. Bei der Abfahrt in Troyes befand sich Victor Poinsot alleine im Abteil. Später stiegen Reisende zu, die aber – bis auf einen Mitreisenden – auf Unterwegsbahnhöfen wieder ausstiegen.
Als der Zug gegen 5 Uhr morgens im Pariser Ostbahnhof (Gare de Strasbourg, heute: Gare de l’Est) angekommen war, sammelte der Schaffner die Fahrkarten der Reisenden ein, fand aber in dem Abteil, in dem Victor Poinsot gereist war, nur dessen Leiche auf dem Boden in einer Blutlache liegend vor.

## Untersuchungsergebnisse
Der Generalstaatsanwalt (Procureur General), der Bevollmächtigte des Kaisers (Procureur Impérial) und der Polizeipräsident von Paris (Préfet de Police) besichtigten die Fundsituation der Leiche und leiteten die Untersuchung ein. Nach deren Ergebnis hatte eine in einem benachbarten Abteil reisende Dame einen Schrei gehört, als sich der Zug in der Nähe des Bahnhofs Noisy-le-Sec befand. Weiter gab es Zeugen, die in einem Wagen 3. Klasse reisten und die Frau eines Schrankenwärters, die sahen, dass ein Mann in einem der Bahnhöfe, in dem der Zug zum Austausch der Postsäcke langsam durchfuhr, vom Zug absprang, dabei hinfiel, sich verletzte, aber sofort über einen Zaun, der das Bahngelände abgrenzte, verschwand. Sie hielten ihn für einen Schwarzfahrer. Alternative Berichterstattung ging auch davon aus, dass der Täter den Zug erst im Gare de l’Est verlassen habe.
Die Ermittlung kam zu dem Ergebnis, dass der Mord zwischen den Bahnhöfen Nogent-sur-Marne und Noisy-le-Sec verübt wurde. Der die Leiche untersuchende Arzt stellte fest, dass der Tod durch einen Schlag auf den Kopf des Opfers eingetreten sei. In der Presse wurde aber auch von drei Schussverletzungen berichtet, denen die Schläge auf den Kopf erst gefolgt seien, sowie die Variante, dass Victor Poinsot mit durchgeschnittener Kehle aufgefunden worden sei.
Des Mordes verdächtigt wurde Charles Jud, dem auch weitere ähnliche Straftaten zugerechnet wurden. Er wurde aber nicht gefasst und schließlich in Abwesenheit zum Tode verurteilt.

## Konsequenzen
1864 ereignete sich in England ein ähnlicher Mord. 
Diese Morde führten zu einer erheblichen Verunsicherung von Reisenden – zumindest in den „Polsterklassen“. Es wurden verschiedene technische Möglichkeiten erörtert, wie die – andererseits gewollte – Isolation in den Abteilen überwunden werden könnte. Das Problem mit Durchgangswagen zu lösen, stieß zum einen bei den Reisenden auf Widerstand, die die Individualität des abgeschlossenen Raumes wünschten, zum anderen auch bei den Bahngesellschaften, die für einen Gang Sitzplätze im Wagen opfern mussten. Letztendlich wurde als Kompromiss in Frankreich ein Fenster zwischen den aneinander grenzenden Abteilen eingebaut, das einen Blick in das benachbarte Abteil ermöglichte, aber auch mit einem Vorhang verschlossen werden konnte.